# Henrik Nikolaj Krøyer
Henrik Nikolai Krøyer (Copenhague 22 de marzo de 1799 – 14 de noviembre de 1870) fue un zoólogo danés, inspector del Museo Real de Historia Natural de Dinamarca  y cofundador de la Asociación de Estudiantes en Copenhague. Fue hermano del compositor Hans Ernst Krøyer (1798-1879 ) y padre adoptivo del pintor Peder Severin Krøyer, PS Krøyer, 1851-1909. Comenzó estudiando medicina en la Universidad de Copenhague en 1817, cambiando posteriormente a historia y Filología. Durante sus estudios fue parte del movimiento Filohelenismo, y participó como voluntario en la guerra griega de independencia junto a varios compañeros estudiantes.
Cuando volvió a Dinamarca, Krøyer incrementó su interés en la Zoología. En 1827 tuvo la posición de asistente de profesor en Stavanger, donde conoció y se casó con Bertha Cecilie Gjesdal. A la hermana de Bertha, Ellen Cecilie Gjesdal, se le consideró no apta para criar a su niño, así que Henrik y Bertha adoptaron al muchacho, que asumió el nombre Peder Severin Krøyer, y más adelante se convirtió en un pintor bien conocido.
Krøyer volvió a Copenhague en 1830 donde fue contratado como profesor de historia natural en la Academia Militar. Como el curso carecía de libro de texto Krøyer escribió publicó Grundtræk til Vejledning ved naturhistorisk Undervisning (1833).
Durante su carrera a menudo viajó a lo largo de la costa de Dinamarca donde estudió la vida marina, especialmente peces y crustáceos, resultando de estos su principal libro Danmarks Fiske (Los peces de Dinamarca, 3 volúmenes,1838-1853). Durante su vida visitó muchas de las costas del oeste de Europa y la isla de Terranova. Su salud se vio deteriorada y en 1869 tuvo que despedirse de su puesto de director del Museo Natural de Copenhague de la Universidad de Copenhague, que había ocupado desde 1847. Obtuvo el título de profesor en 1853.